# Hagios Théologos

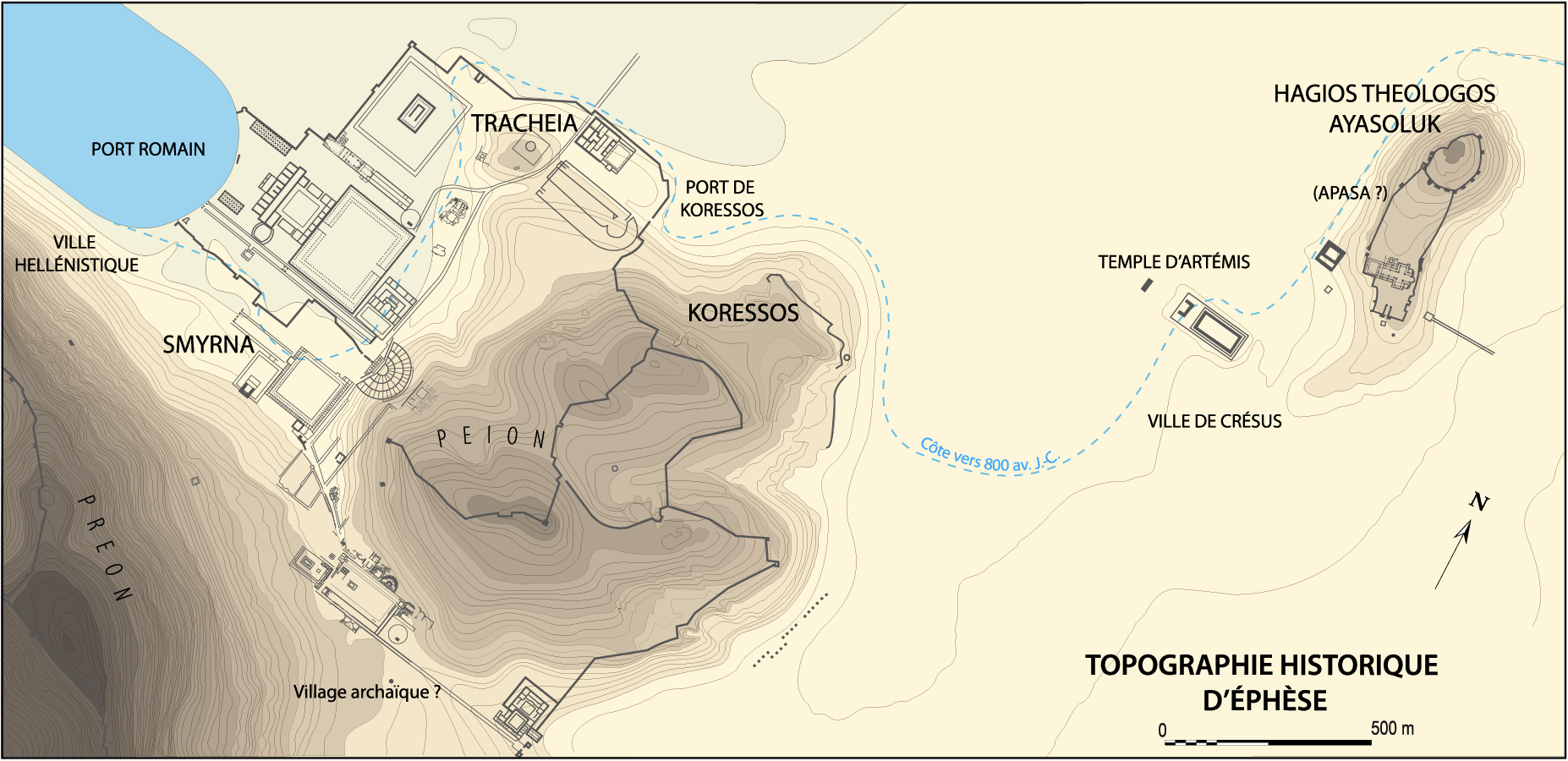
Localisation d'Ayasoluk (Hagios Theologos) la ville turque d'Éphèse.

Hagios Théologos (en grec byzantin, Ἅγιος Θεολόγος / Hághios Theológos ; en italien, Theologo ou Altoluogo), littéralement Saint-[Jean] le Théologien est le nom que prend la ville d'Éphèse dans les sources byzantines et italiennes médiévales à partir du VIIIe siècle, par métonymie : la ville médiévale se développe en effet autour de la cathédrale Saint-Jean d'Éphèse qui en est l'édifice principal.

## Histoire

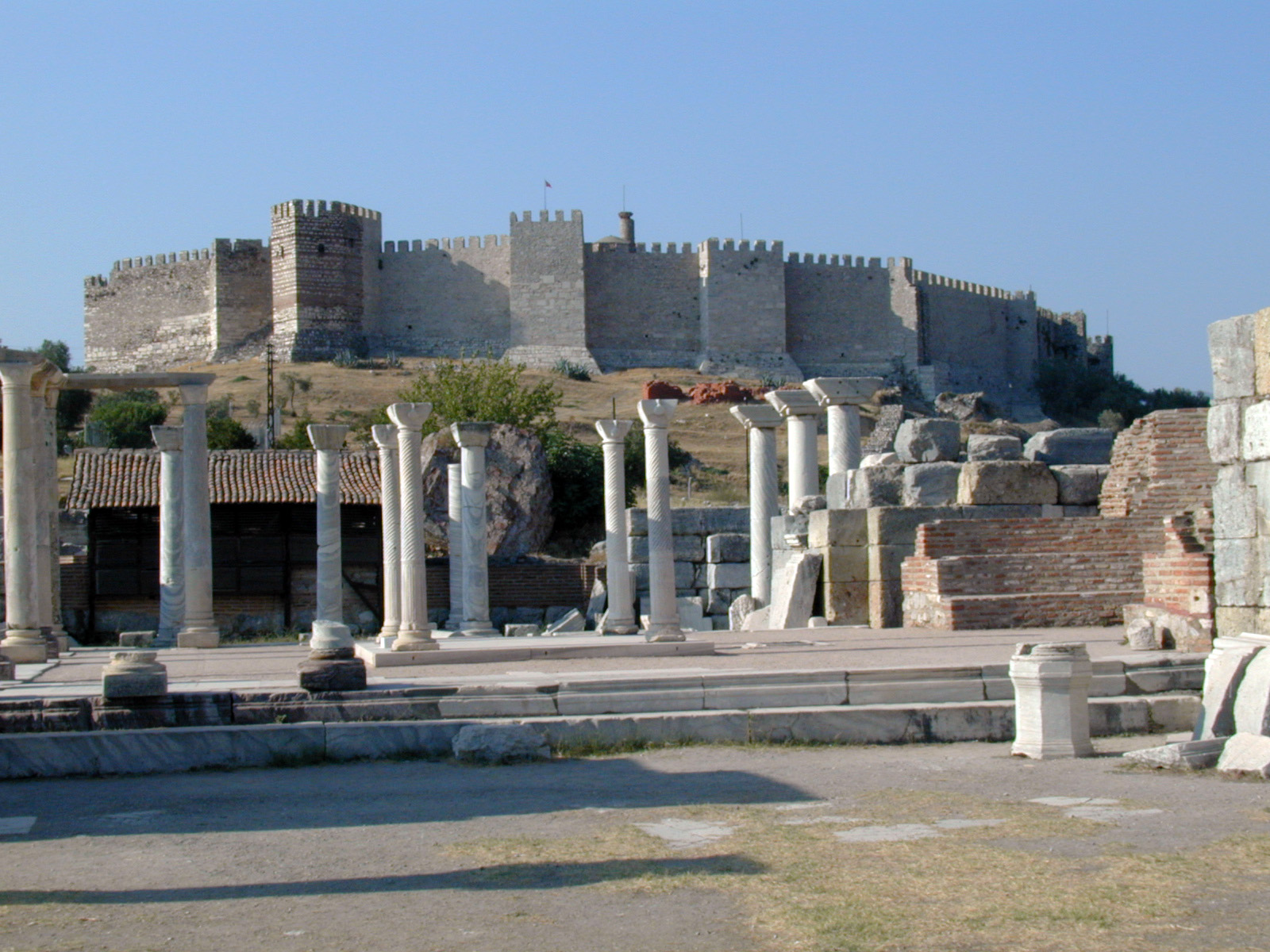
Bêma de l'église Saint-Jean d'Éphèse et citadelle turque d'Hagios Théologos/Ayasoluk.

Après le raid arabe de 654-655, le centre antique d'Éphèse demeure largement en ruines, et l'administration ecclésiastique et militaire se replie vers la colline fortifiée au nord de la ville où se trouve la grande église martyriale construite par Justinien au-dessus de la tombe de l'évangéliste Jean. L'église devient la nouvelle cathédrale de la métropole en lieu et place de l'église de Marie, détruite, et le centre d'une nouvelle agglomération où se réfugie une grande partie de la population.
Dès le VIIIe siècle, les sources sigillographiques et hagiographiques voient ainsi apparaître le nom d'Hagios Théologos, ou des formes dérivées, en concurrence de celui d'Éphèse, pour désigner la ville : la plus ancienne occurrence est un sceau d'archonte daté entre 750 et 850, qui est dit tou Theologou (« du Théologien »), et qui correspond à un fonctionnaire impérial d'Éphèse. D'autres sceaux, de paraphylax ou de drongaire sont également dits tou Theologou. La Vie de saint Lazare du Mont Galésios, au IXe siècle, l'appelle Theologos, ce qui est aussi le toponyme employé par un document très officiel, celui-là, le traité passé en 1082 avec Venise, lui garantissant l'exemption du kommerkion dans une série de ports impériaux, dont Éphèse.
Le nom antique d'Éphèse ne disparaît pas, mais reste en usage essentiellement dans la littérature ou dans certaines administrations, par affectation archaïsante.
Chez les étrangers amenés à visiter Hagios Théologos, qui reste un port et une ville commerciale importante de l'Empire byzantin, le nom subit diverses déformations : les Italiens le simplifient en Theologo ou en Altoluogo (nom qui n'a donc rien à voir avec le sens de « haut lieu » qu'on a pu être tenté de lui donner), et continuent de se référer ainsi à la ville y compris après la conquête turque. Les Turcs quant à eux déforment le nom en Ayasoluk ou Ayasuluk. Tous ces différents noms sont utilisés de façon concurrente jusqu'au XIVe siècle et au-delà.